# Melanchra persicariae
Melanchra persicariae là một loài bướm đêm trong họ Noctuidae.

## Hình ảnh

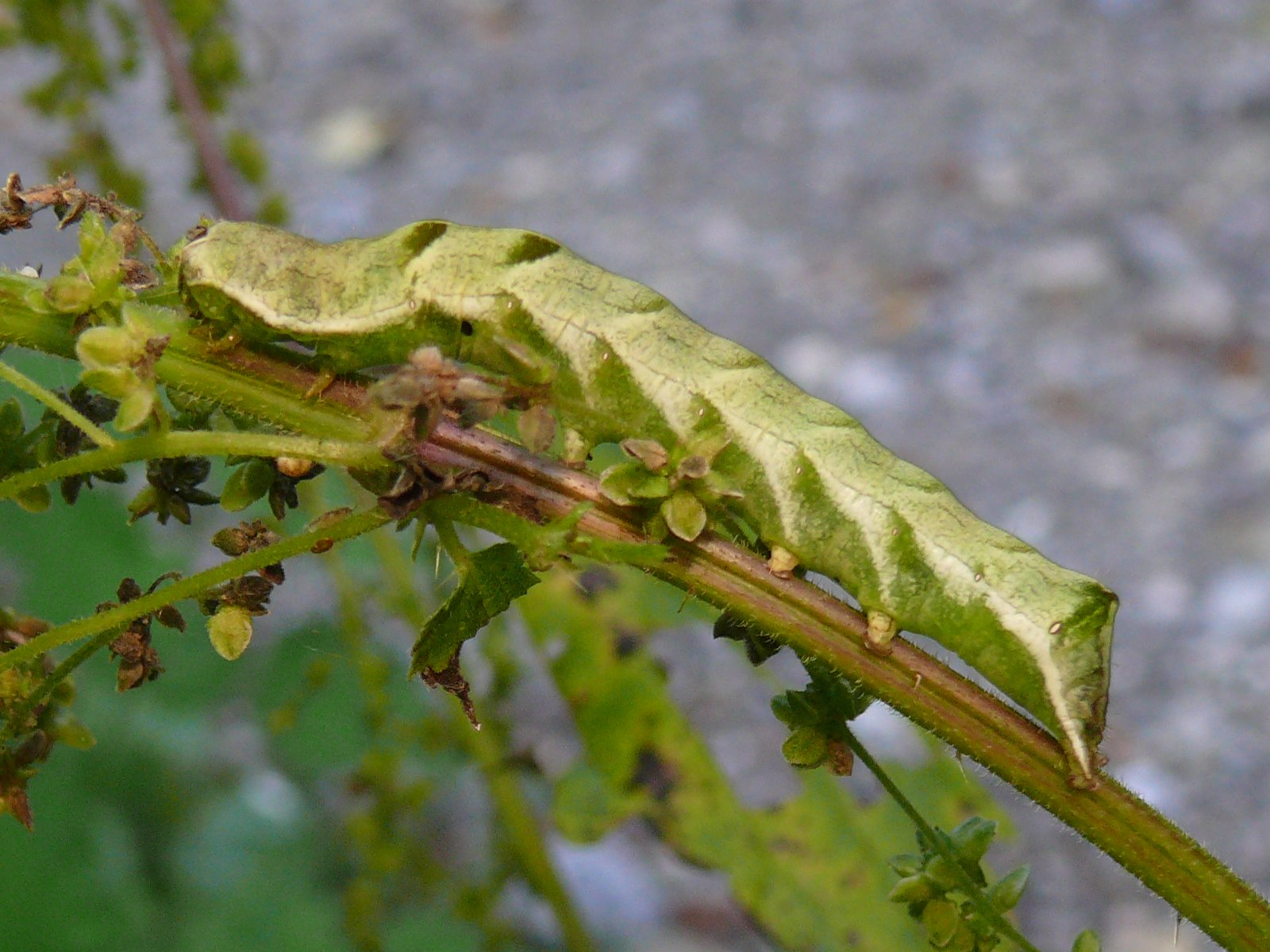
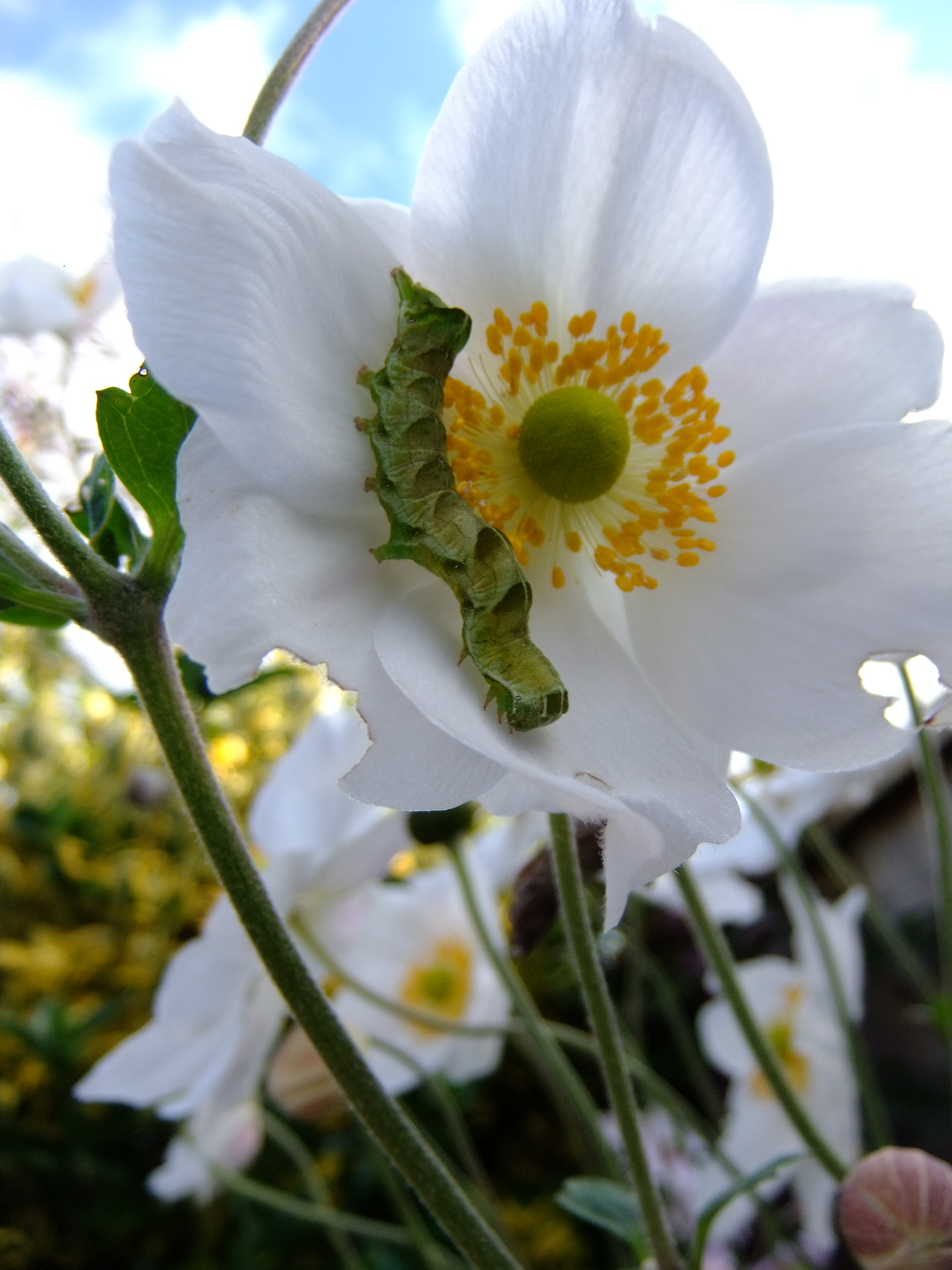
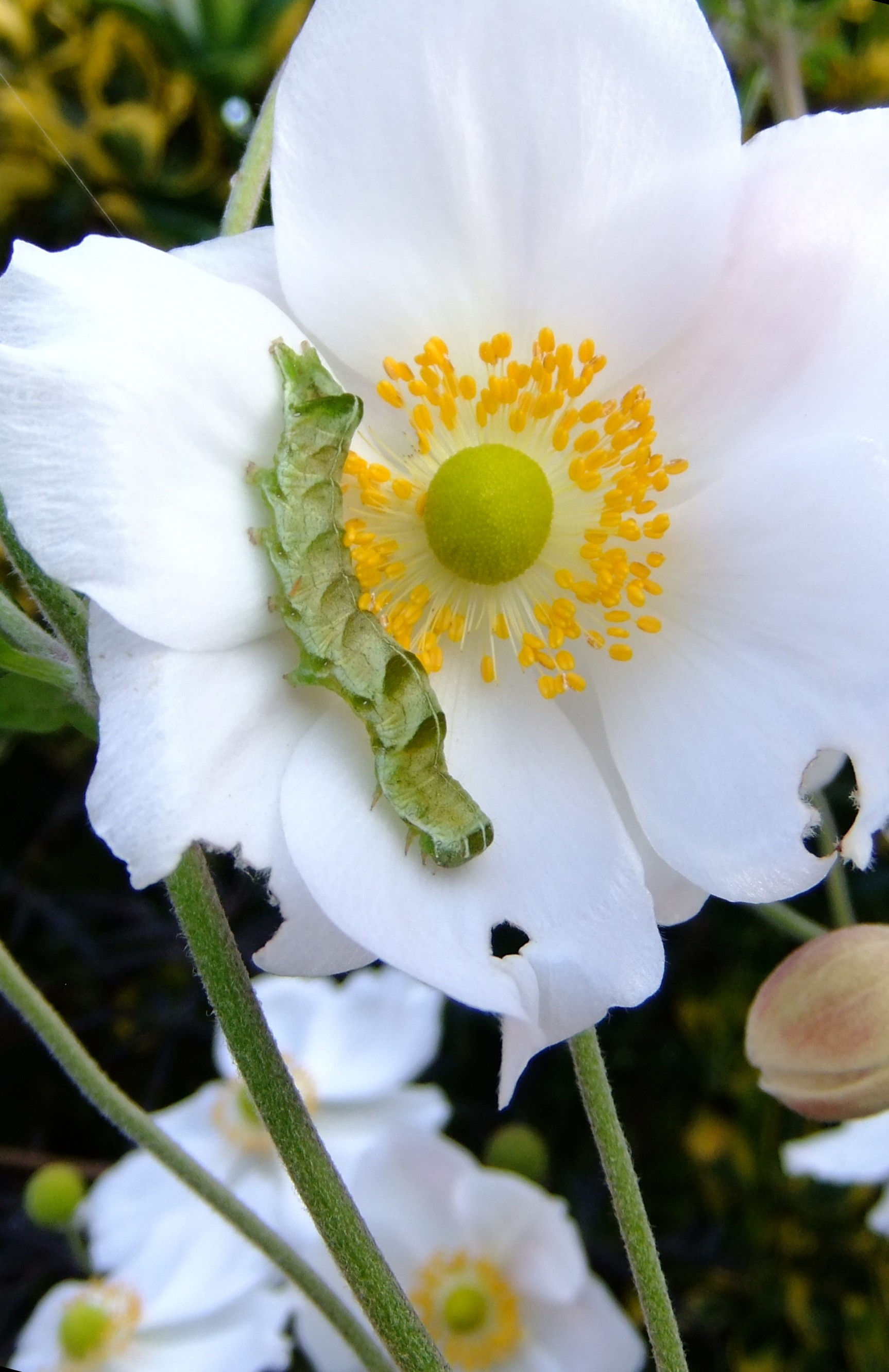
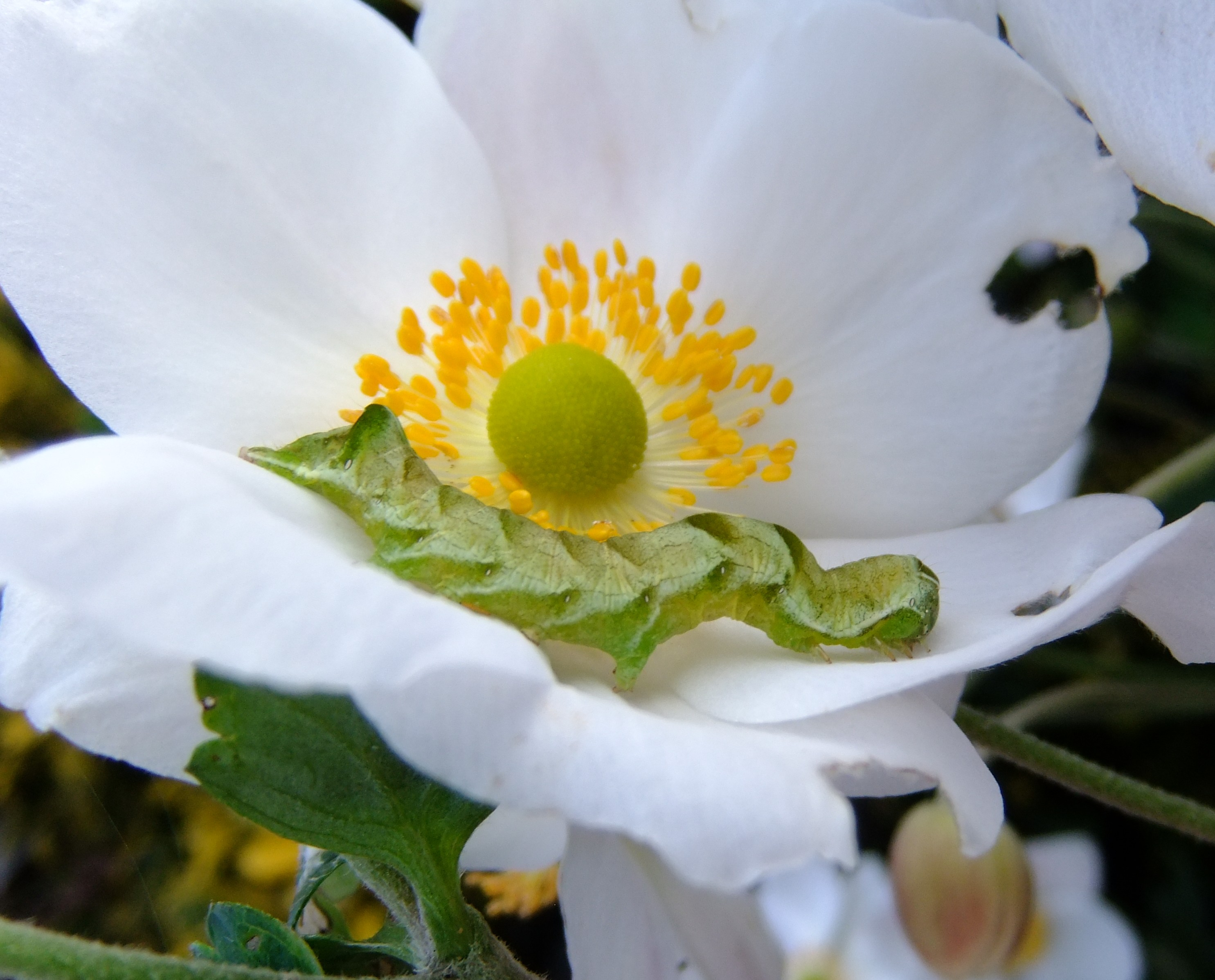